# Rowlandius labarcae
Espèce
Synonymes
- Schizomus labarcae Armas, 1989

Rowlandius labarcae est une espèce de schizomides de la famille des Hubbardiidae.

## Distribution
Cette espèce est endémique de la province de Pinar del Río à Cuba,. Elle se rencontre dans la grotte Cueva La Barca à Sandino dans la péninsule de Guanahacabibes, une zone couverte en partie par le parc national de Guanahacabibes et en totalité par la réserve de biosphère du même nom.

## Publication originale
- Armas, 1989 : Adiciones al orden Schizomida (Arachnida) en Cuba. Poeyana, no 387, p. 1-45.